# 丹後谷愛
丹後谷 愛（たんごや めぐみ、1986年1月2日 - ）は、元さくらんぼテレビ (SAY) のアナウンサー、秋田放送のキャスター。

## 来歴
秋田県秋田市土崎港出身。秋田大学を卒業後、2008年4月にさくらんぼテレビに入社。同局のアナウンサーになり、2009年1月から夕方のローカルワイド番組『SAYスーパーニュース』に出演。平日版のサブキャスターを経て、同年10月から2013年10月まで4年間キャスターを務めていた。これは、同局の女性アナウンサー最長の担当期間となっている。その後も週末版に取材担当で出演し、2014年9月からは再び平日版のキャスターを務めたりと、2015年3月にさくらんぼテレビを退社するまで同番組に携わっていた。
退社後、2015年11月に結婚。以後は川口 愛（かわぐち めぐみ）の名でフリーアナウンサーとして活動し、2018年7月から2019年3月まで秋田放送 (ABS) で土曜・日曜のニュースを担当していた。
2023年10月から再登用

## 人物
趣味は食べ歩き、アコースティックギター、ダイエット。

## 担当番組
- SAYスーパーニュース（さくらんぼテレビ、2009年1月 - 2015年3月） - 平日版サブキャスター → 平日版キャスター → 週末版リポーター → 平日版キャスター
- FNSの日26時間テレビ2010 超笑顔パレード 絆 爆笑！お台場合宿!!（フジテレビ、2010年7月25日） - 三輪車12時間耐久レースに出場[8]。
- FNS女子アナ 激闘の2日間 “海猿”潜水士体験合宿〜女子アナ28人が“海猿”になる日（フジテレビ、2010年9月11日） - さくらんぼテレビでは同年9月25日に放送[9]。
- FNNスピーク ローカルパート（さくらんぼテレビ）
- 昼ドキ!TV やまがたチョイす（さくらんぼテレビ、2014年4月 - 2015年3月） - リポーター
- さきがけ・ABSニュース（秋田放送、2018年7月 - 2019年3月： 土曜・日曜担当、2023年 - 日曜担当）